# Saluhall

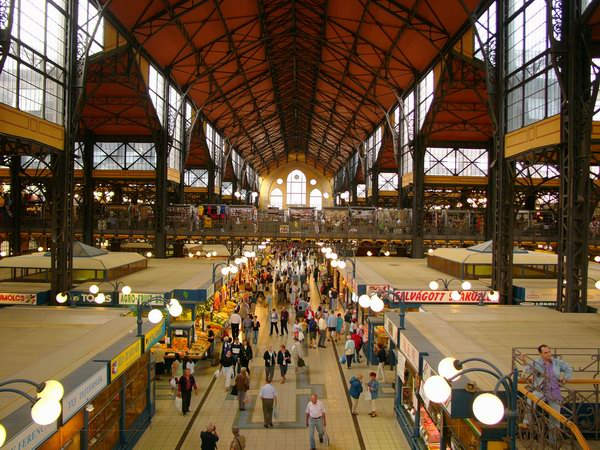
"Stora marknadshallen" i Budapest 2005.

En saluhall är en hallbyggnad där man säljer olika typer av produkter. För att få kallas saluhall måste tillgång och försäljning av livsmedel som kött, fisk, skaldjur samt frukt och grönt ske. Även utvalda delikatesser, kryddor och blommor. I moderna saluhallar finns oftast mindre restauranger och caféer. En del saluhallar har specialiserat sig på utländska matvaror. Försäljningen kan ske till storförbrukare som butiker och restauranger eller till allmänheten. Köttorgshallen i Stockholm (invigd 1875, riven 1950) var den andra saluhallen som invigdes i Sverige.

## Historik

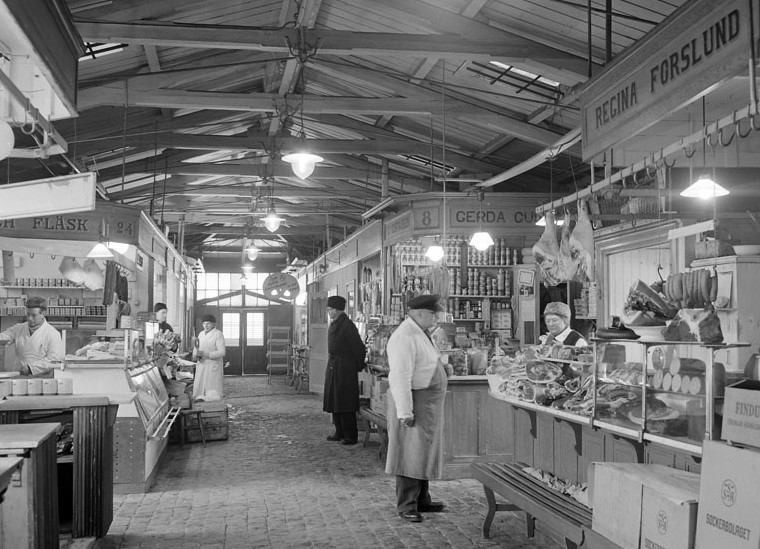
Köttorgshallen, interiör, 1952.

Föregångaren till saluhallarna var den öppna torghandeln som bedrevs på centralt belägna platser i större städer. Redan tidigt delade man upp handeln efter två produktkategorier. Fisk såldes på ett särskilt torg och kött och fläsk på ett annat. Under 1800-talets andra hälft började man i Europa att överföra viss typ av torghandel till mera hygieniska, klimatskyddade saluhallar. Sådana hade redan uppförts i södra Europa och de visade sig ha en gynnsam effekt på saniteten. Huvudanledningen var ständiga epidemier av typ kolera som även hemsökte Sverige flera gånger. I saluhallen gick det bättre att skydda matvaror för väder och vind, insekter, råttor och andra skadedjur. Även handlarnas handhygien kunde förbättras i en hall med tillgång till rinnande vatten. 
Utvecklingen inom torg- och saluhallshandeln av färskvaror i slutet på 1800-talet kom att gå åt två håll. En försäljning var direkt riktad till konsumenten, minuthandel, och en mot butiker, partihandel. Det innebär att en del saluhallar inte är öppna för allmänheten.
Den första saluhallen i Sverige byggdes 1831 i Karlskrona. 1875 invigdes Köttorgshallen vid Munkbron i Gamla stan (riven 1954) där kött och fläsk såldes. En del källor uppger att Köttorgshallan var den första saluhallen i Sverige. Den följdes av Gamla Hötorgshallen vid Hötorget på Norrmalm i Stockholm (öppnad 1884, riven 1954). I Sverige skulle det dröja till den 1 januari 1914 innan en ny lag (torghandelsförbudet) förbjöd all torghandel utomhus med kött, fisk, bröd och mjölkprodukter. Många av livsmedelsförsäljarna flyttade då till de olika saluhallarna som fanns i städerna. 
En saluhall skulle utföras hög och luftig samt med tjocka stenväggar så att hettan om sommaren och kylan på vintern kunde stängas ute. Vid uppförandet av Östermalms saluhall i Stockholm kom även för tiden nya byggnadsmaterial att användas. För hallens luftiga takkonstruktion valdes en komplicerad inre gjutjärnskonstruktionen, som tillverkades på Motala Mekaniska Verkstad. Hallens arkitekter var Isak Gustaf Clason och Kasper Salin och är idag en av Stockholms finaste tegelbyggnader från sent 1800-tal.

## Bilder

Exempel från Sverige
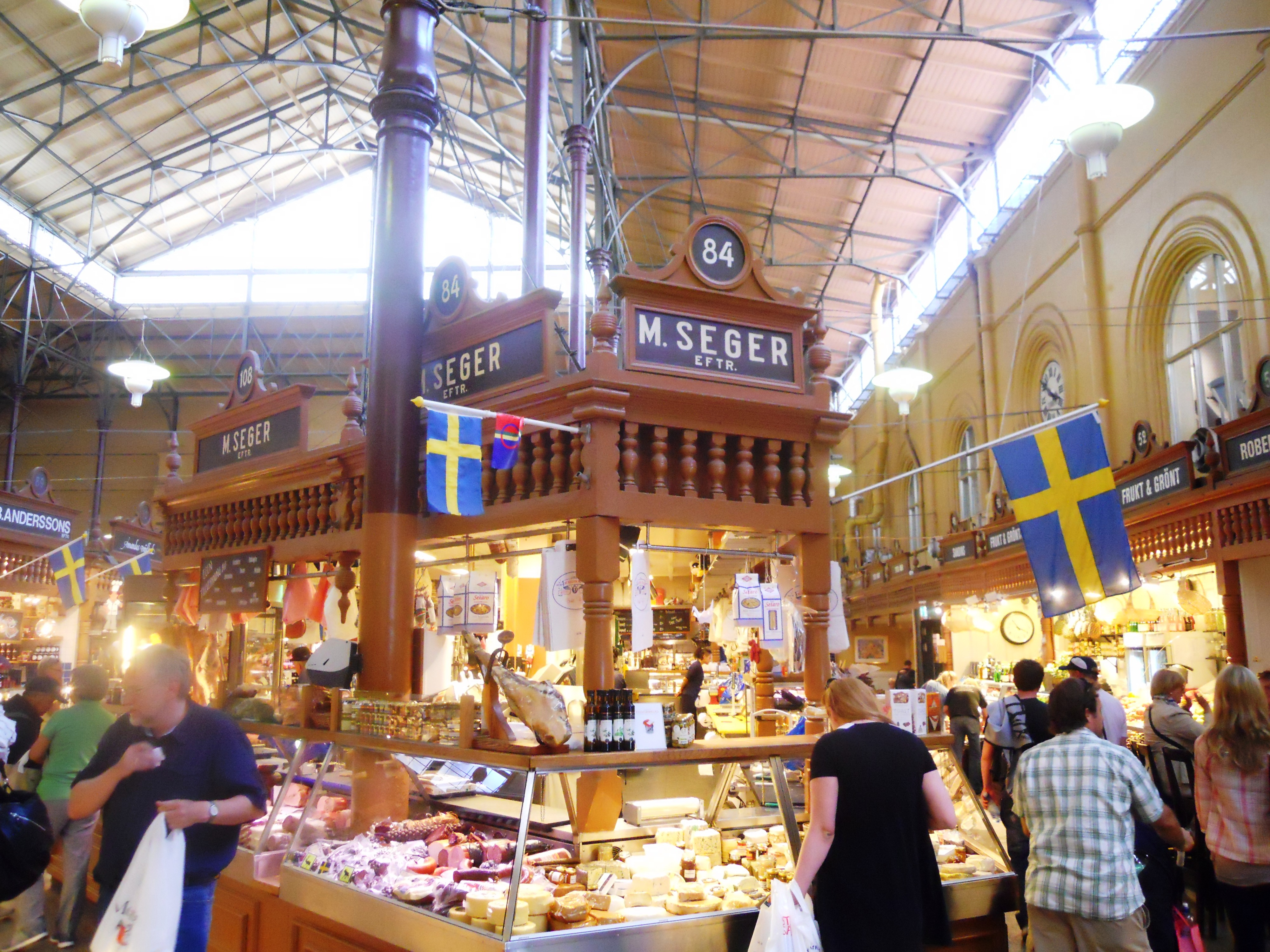
Östermalms saluhall
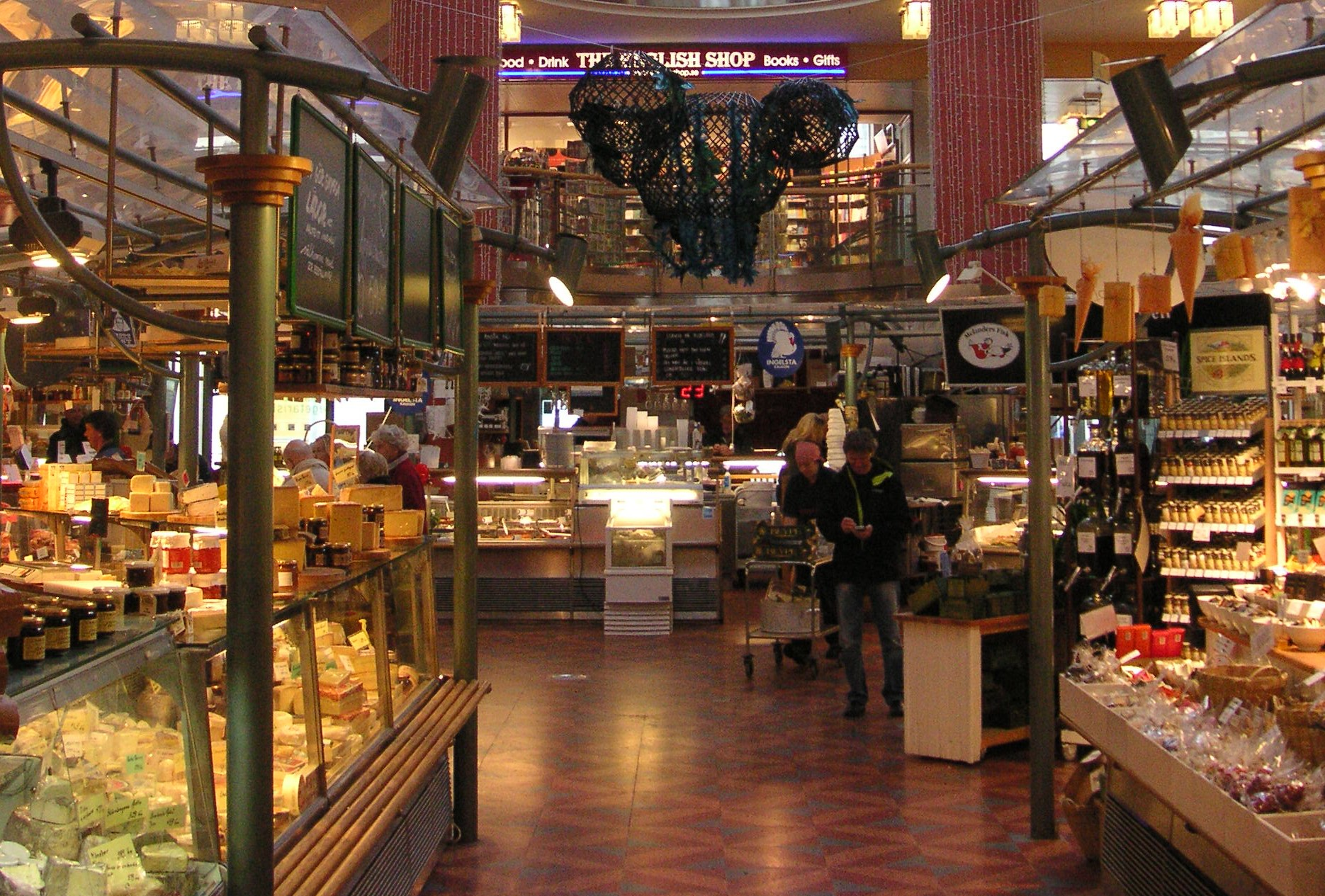
Södermalms saluhall
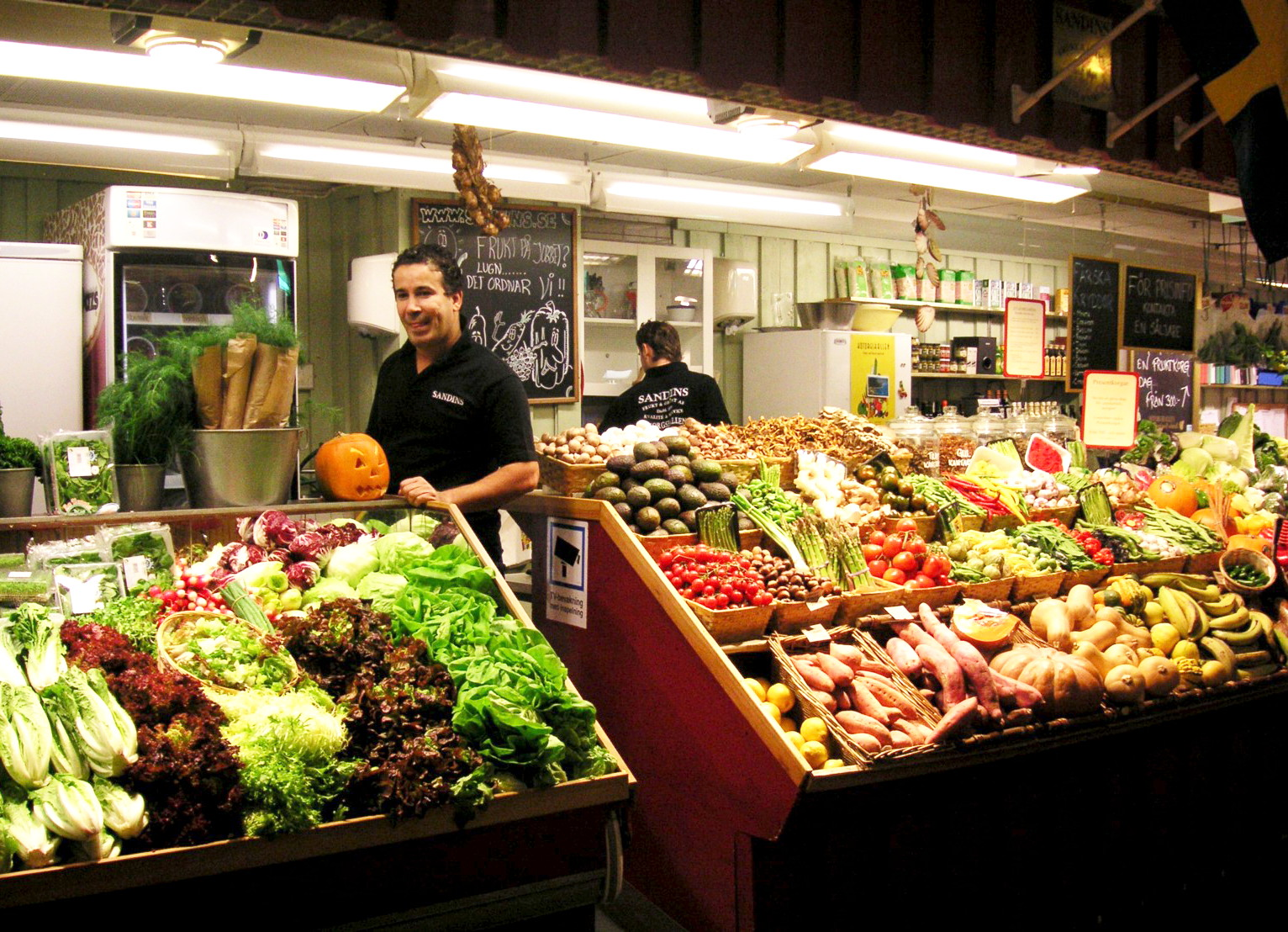
Nya Hötorgshallen
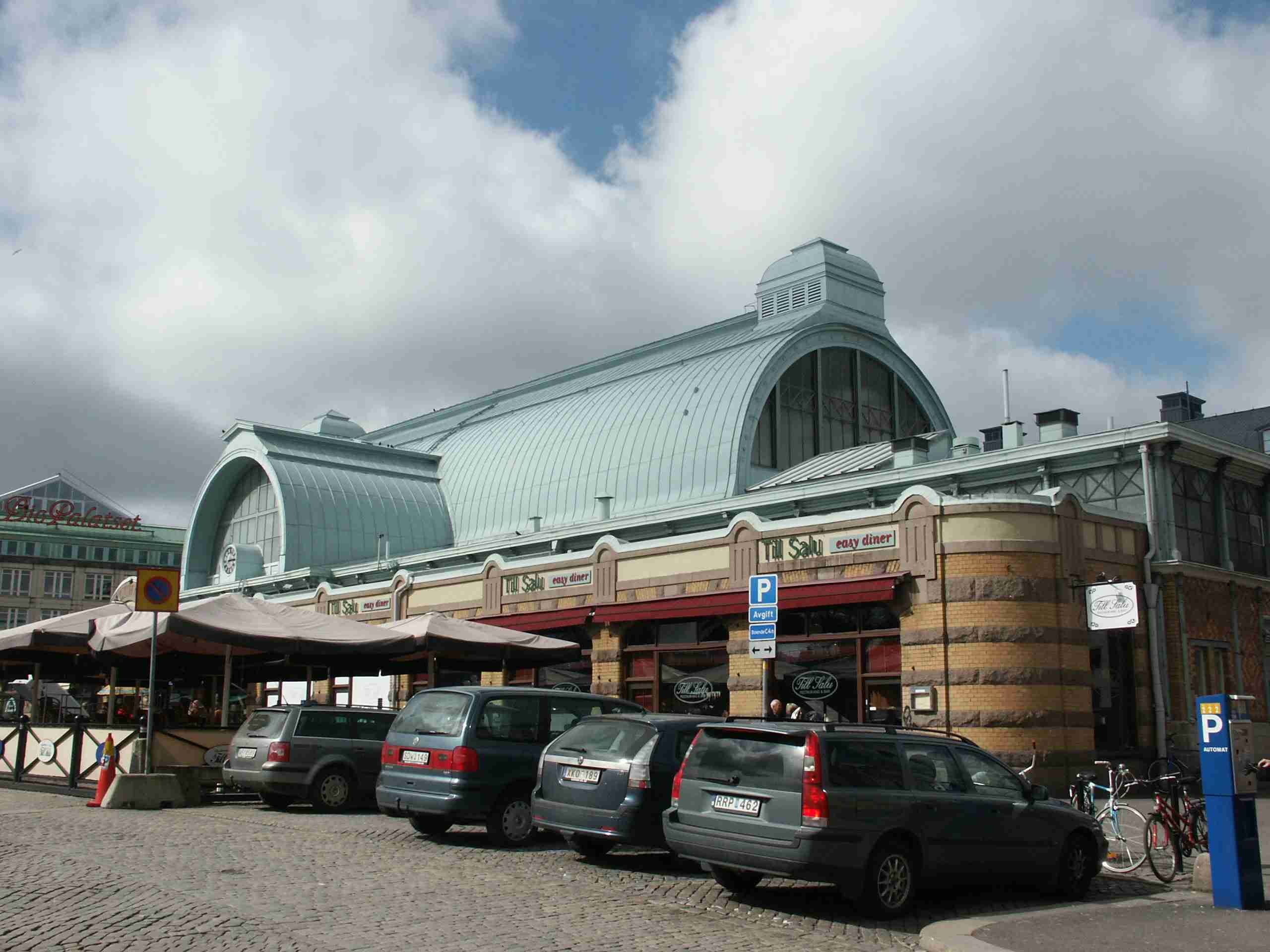
Saluhallen Kungstorget
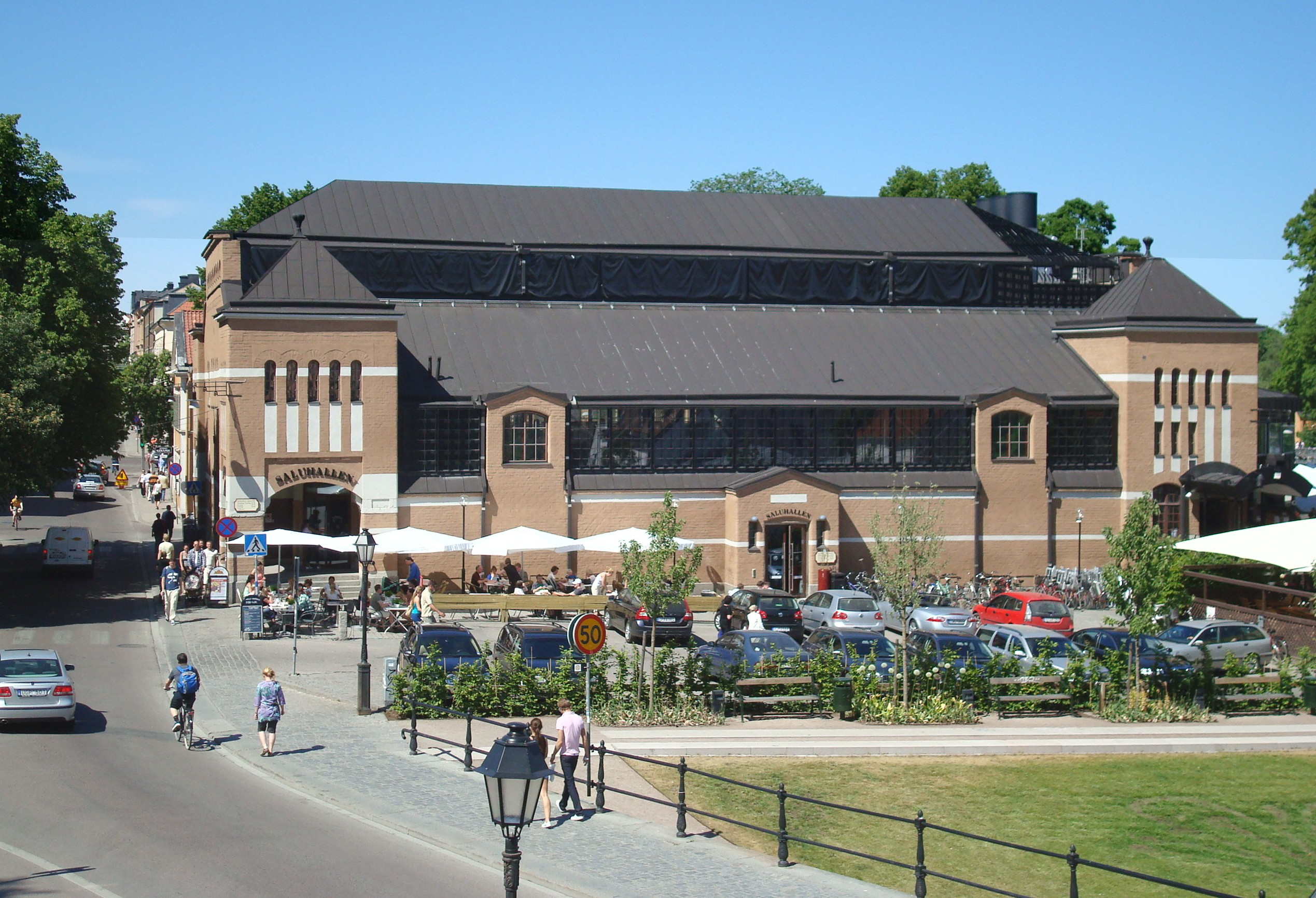
Saluhallen i Uppsala

Exempel från andra länder
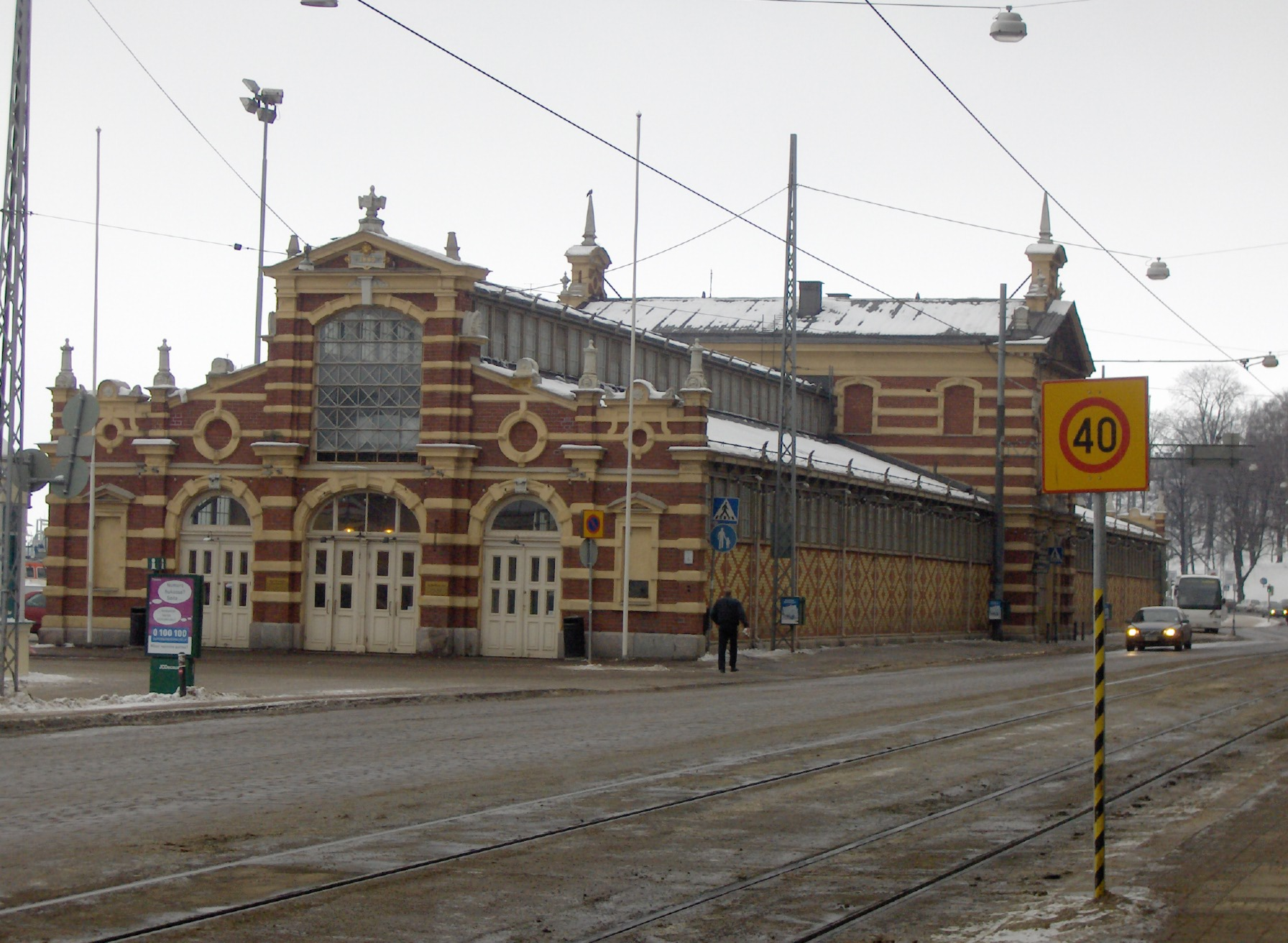
Gamla Saluhallen, Helsingfors
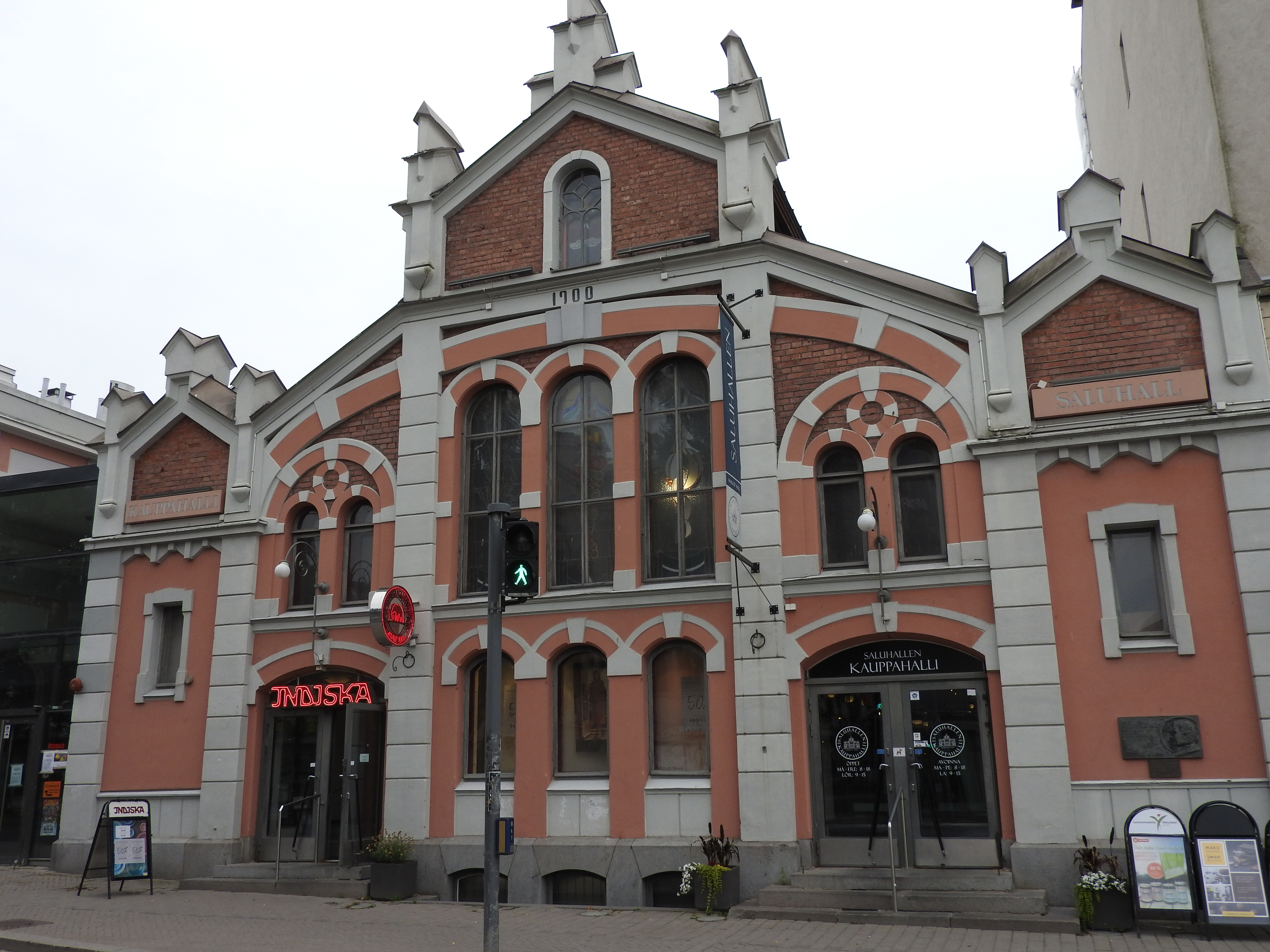
Vasa saluhall, Vasa
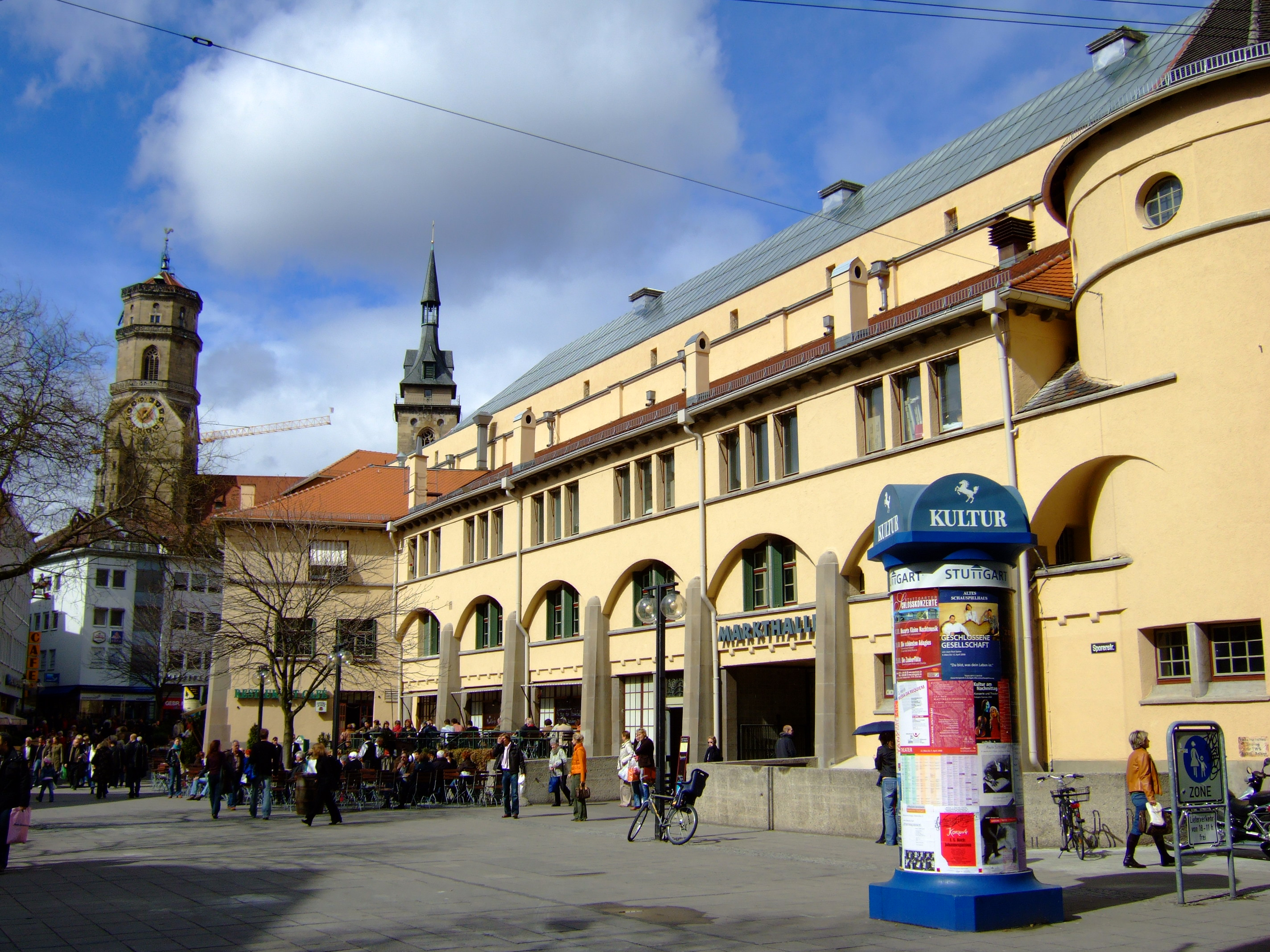
Stuttgart
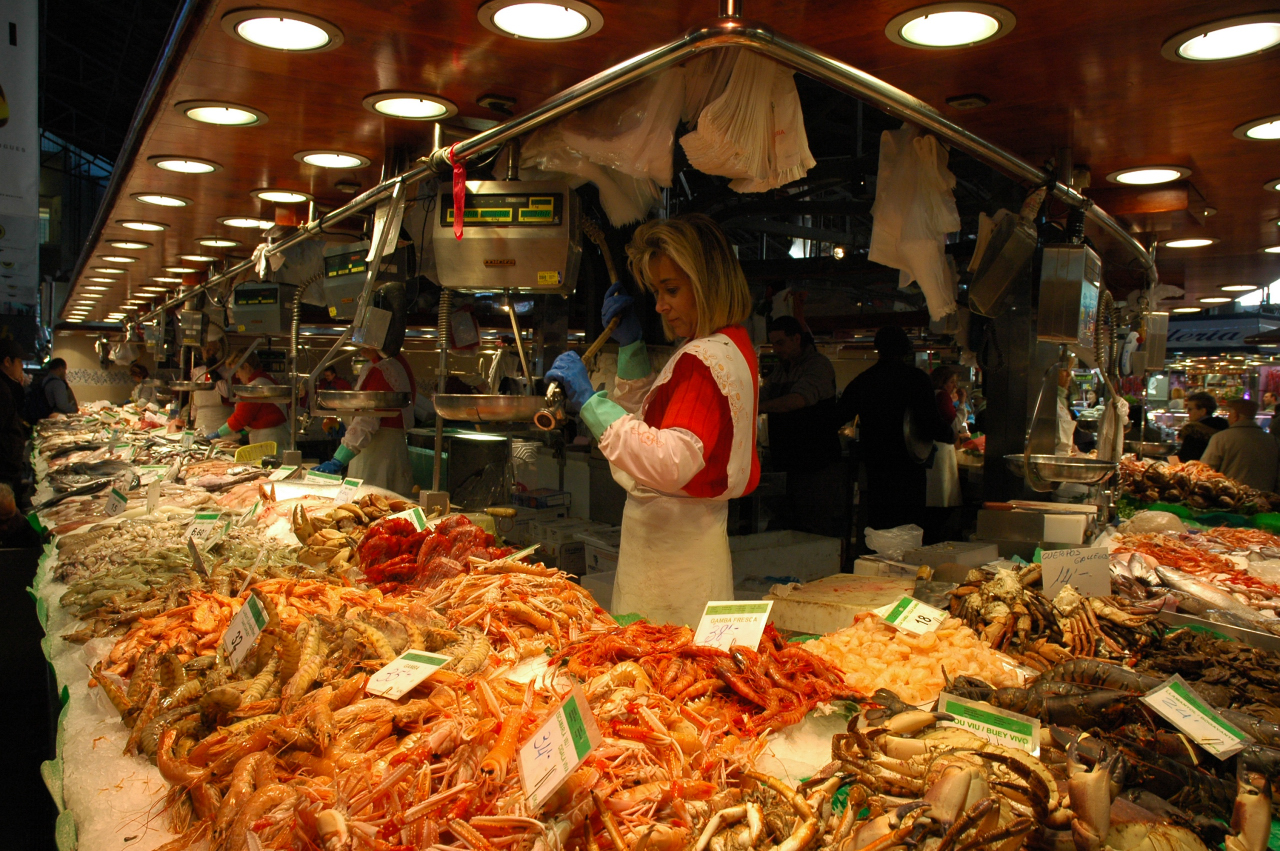
Barcelona
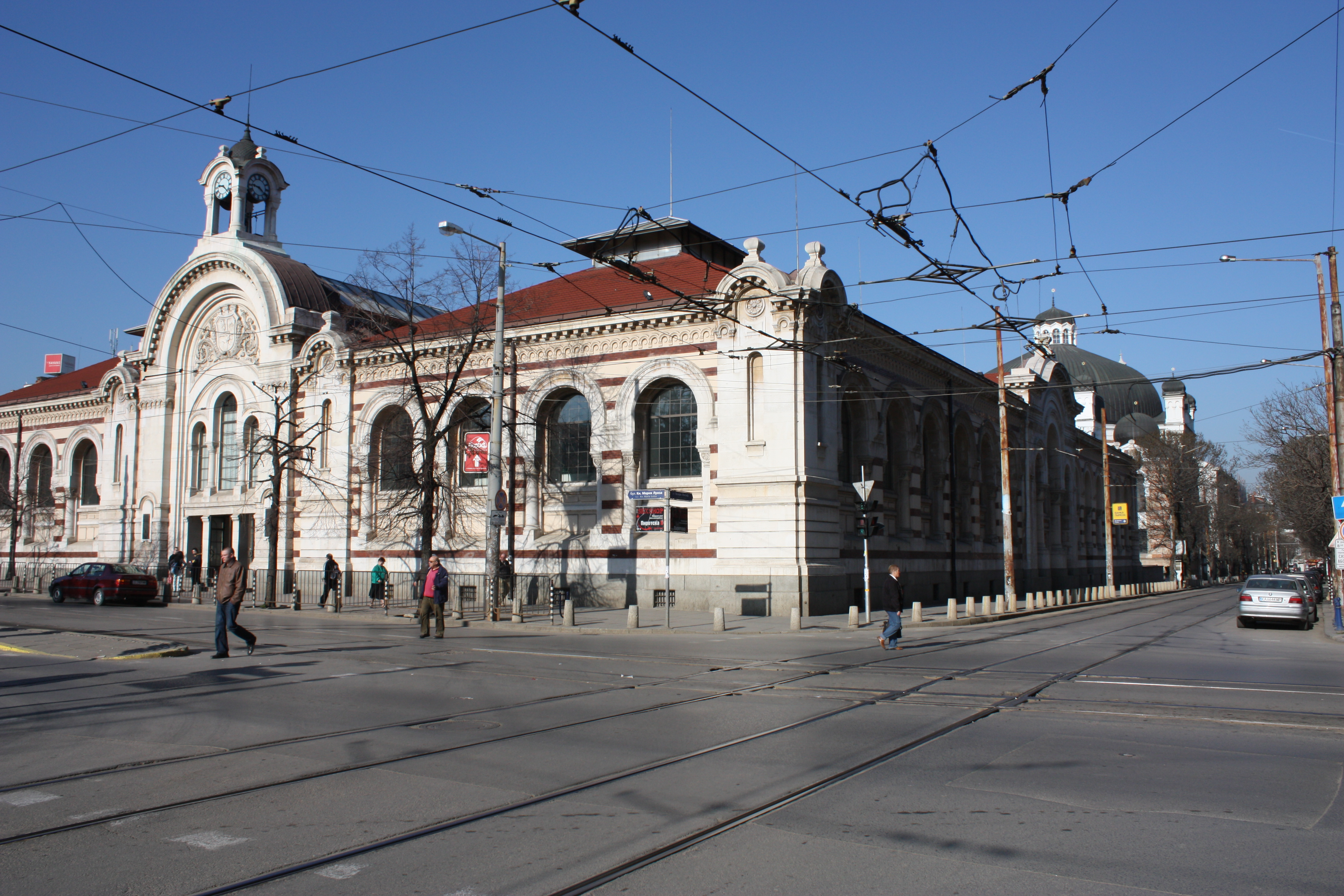
Sofia

## Saluhallar i Sverige i urval
- Halmstads saluhall
- Kalmar Saluhall
- Söderhallarna, Stockholm
- Östermalmshallen, Stockholm
- Hötorgshallen, Stockholm
- Stora Saluhallen, Göteborg
- Kville Saluhall, Göteborg
- Saluhallen Briggen, Göteborg
- Saluhallen i Uppsala
- Lunds saluhall
- Malmö saluhall
- Örebro Saluhall
- Saluhallen Slakteriet, Västerås